# Хиткот-Драммонд-Уиллоуби, Джеймс, 3-й граф Анкастер
Ги́лберт Дже́ймс Хи́ткот-Дра́ммонд-Уиллоу́би, 3-й граф Анка́стер (англ. Gilbert James Heathcote-Drummond-Willoughby, 3rd Earl of Ancaster; 8 декабря 1907 — 29 марта 1983) — британский аристократ и государственный деятель.

## Биография
Джеймс был вторым ребёнком и единственным сыном в семье Гилберта Хиткота-Драммонда-Уиллоуби, 2-го графа Анкастер и американки Элоизы Лоуренс Бриз, дочери Уильяма Лоуренса Бриза. Получил образование в Итонском колледже и Колледже Магдалины, одном из колледжей Кембриджского университета.
В 1933 году был избран в парламент Великобритании от округа Ратленд и Стэфморд, став членом Палаты общин. Во время Второй мировой войны служил в Лестерширском йоменском полку Королевской артиллерии в 5-й гвардейской бронетанковой бригаде.
В 1951 году унаследовал от отца титулы барон Авеланд, барон Уиллоуби де Эрзби и граф Анкастер и стал членом Палаты лордов. Занимал некоторые должности, среди которых лорд великий камергер (1951—1952) и лорд-лейтенант Линкольншира (1950–1975).
Скончался 29 марта 1983 года в возрасте 75 лет, его титулы были разделены между родственниками.

## Семья
27 июля 1933 года женился на Нэнси Филипс Луизе Астор (1909 — 1975), единственной дочери Уолдорфа Астора, 2-го виконта Астор и Нэнси Астор. В этом браке было двое детей:
- Нэнси Джейн Мари Хиткоут-Драммонд-Уиллоуби (род. 1 декабря 1934) — 28-я баронесса Уиллоуби де Эрзби (с 1983);
- Тимоти Гилберт Хиткот-Драммонд-Уиллоуби (род. 19 марта 1936), пропал без вести у берегов Корсики в 1963 году